# Mastrus fukaii
Mastrus fukaii là một loài tò vò trong họ Ichneumonidae.